# Tournoi d'échecs de Vienne 1873
Le tournoi d'échecs de Vienne 1873 a réuni des superstars. Douze joueurs ont pris part au tournoi, dont les derniers étaient d'Autriche-Hongrie. En tête, Joseph Blackburne et Wilhelm Steinitz ont obtenu l'égalité des points (10/11). Bien que le premier mini-match entre les deux ait été remporté par Blackburne (+2 =1), un match de départage a été disputé, qui a vu Steinitz s'imposer par deux à zéro. 

## Contexte
Le tournoi d'échecs a eu lieu en marge de l'Exposition universelle 1873 (cinquième dans l'ordre à partir de l'Exposition universelle de 1851 à Londres).  L'exposition a eu lieu dans le Prater de Vienne et a commencé le 1er mai. Des entreprises des trente-cinq pays participants ont présenté leurs produits et inventions, l'exposition mondiale ayant pour objectif de promouvoir les relations internationales et propager le progrès technique et culturel.

## Déroulement du tournoi
Le tournoi a eu lieu dans les salles de la Wiener Schachgesellschaft du 21 juin au 29 août. Il s'est joué avec la formule du Tournoi toutes rondes, mais chaque joueur a affronté tous les autres dans un mini-match de trois parties. En cas de victoire des deux premières parties par le même joueur, le match se terminait plus tôt que prévu en faveur du vainqueur (2: 0) et la troisième partie n'était pas jouée. Le vainqueur de chaque mini-match recevait un point, un demi-point pour les deux joueurs  en cas d'égalité, et le perdant zéro point. 
La limite de temps était de vingt coups pour chaque heure de jeu. Les résultats du tournoi ont été les suivants : crosstable.
Steinitz a reçu un prix de 1 000 florins et 200 ducats d'or, Blackburne 600 florins, Anderssen 300 et Rosenthal 200.
L'empereur d'Autriche François-Joseph Ier, le Baron Albert Salomon von Rothschild (en) et le Baron Ignác Kolisch ont contribué de manière significative aux fonds des prix.

## Les dernières parties du tournoi de Blackburne: une suite de contreperformances
Ayant vaincu ses adversaires les plus forts, et n'ayant plus qu'un seul joueur à affronter, contre qui même un match nul lui aurait permis de remporter le tournoi 
, Joseph Henry Blackburne était à l'orée de réussir le plus grand exploit de sa carrière, lorsqu'il perdit de manière très inattendue son match contre Samuel Rosenthal. La première partie fut un festival d'erreurs :
Joseph Henry Blackburne-Samuel Rosenthal
1. d4 d5 2. c4 dxc4 3. Cf3 e6 4. e3 Cf6 5. Fxc4 Fe7 6. Cc3 0-0 7. 0-0 Cbd7 8. Fd2 Cb6 9. Fd3 c5 10. Ce2 cxd4 11. Cexd4 Fd6 12. Cb5 Fe7 13. De2 a6 14. Cc3 Fd6 15. Tfd1 De7 16. e4 e5 17. Tac1 Fg4 18. Fe3 Cbd7 19. Fg5 h6 20. Cd5 De6 21. Fxf6 Cxf6 22. Fc4 Tad8 23. Cf4 Fxf3 24. gxf3 Dd7 25. Cg6 Tfe8 26. f4 exf4 27. e5 Df5 28. Dd3 Ce4 29. Ch4 Dg4+ 30. Rf1 Txe5 31. Cf3 Dh3+ 32. Rg1 Cxf2 33. Fxf7+ Rh8? 34. Cxe5 Cxd3 35. Txd3 f3?? 36. Cxf3?? Fxh2+ 37. Cxh2 Dxd3 38. Tf1 De3+ 39. Rh1 Td2 40. Fg6 Txh2+ 41. Rxh2 De2+ 0-1.
Rosenthal annula la seconde partie, et profita des imprécisions de Blackburne pour remporter la troisième.
Lors du match de départage (les deux premiers joueurs du tournoi se trouvant désormais à égalité avec une défaite chacun), Blackburne continua sa mauvaise série en s'inclinant face à Wilhem Steinitz, contre qui il avait remporté son match antérieur par deux victoires et une nulle.
Blackburne-Steinitz
1. e4 e5 2. Cf3 Cc6 3. Fb5 a6 4. Fa4 Cf6 5. De2 b5 6. Fb3 Fb7 7. d3 Fc5 8. c3 0-0 9. Fg5 h6 10. Fh4 Fe7 11. Cbd2 Rh8 12. Cf1 a5!? 13. a4 bxa4 14. Fxa4 d5!? 15. Dc2 dxe4 16. dxe4 Cd7 17. Fg3? Cc! 18. Td1 De8! 19. Ce3 Fa6! 20. Cd5? Fd6 21. Ch4 Tb8 22. Cf6!? De6! 23. Fxc6 Dxf6 24. f3 Tb6 25. Fd5 Tfb8 26. b3 Cxb3 27. Cf5 Cc5 28. c4 Tb2 29. Cxd6 cxd6 30. Dc3 T8b3 31. Dxa5 Te3+ 32. Rf1 Txf3+ 33. Rg1 Txg3 0-1.
Dans la seconde (et décisive) partie, Blackburne, avec un moral de vaincu, n'opposa pas de résistance à Steinitz,, qui remporta ainsi le tournoi.

## Steinitz et l'avènement du jeu positionnel
Alors que les premières parties de Steinitz avant ce tournoi de Vienne, tout entières tournées vers l'attaque, se distinguaient peu de celles de ses contemporains, il possédait un talent spécial pour les positions fermées. Si la première idée de débuts fermés figurait déjà dans le Manuscrit de Göttingen (écrit vers la fin du XVe siècle), leur usage n'a été consacré qu'à partir de leur emploi par Steinitz au Tournoi d'échecs de Vienne 1873. De fait, d'après Imre König (en) (dans le livre Chess from Morphy to Botwinnik : a century of chess evolution), la  Partie Steinitz-Anderssen, Vienne 1873 qui s'est déroulée « entre les plus éminents représentants de l'école « classique » et de l'école « moderne » est vraiment le début du jeu positionnel moderne ». Jusqu'ici Steinitz avait joué dans le style d'attaque usuel à cette époque - il était même connu sous le nom de "Le Morphy autrichien". Au tournoi de Vienne, il a complètement changé de style, passant de fort tacticien à premier grand joueur positionnel. Après le tournoi, presque tout le monde a convenu que Steinitz était le joueur le plus fort du monde à l'époque.

## Un autre legs du tournoi
Un participant très mal classé, Oscar Gelbfuhs (en), a inventé et proposé là un système de départage (Sonnenborn–Berger).

## Anderssen: Un événement rarissime
Le recueil rendant compte du tournoi précise qu'au 49e coup d'une partie contre Josef Heral (ru), Adolf Anderssen a accidentellement touché son roi ("versehensweise"), et il a donc dû déplacer cette pièce, ce qui a permis à son adversaire de le mater sur le champ.